# Лисуха (заповідне урочище)
Лису́ха — заповідне урочище в Україні. Розташоване в межах Чернігівського району Чернігівської області, на захід від села Ладинка. 
Площа 231 га. Статус присвоєно згідно з рішенням Чернігівського облвиконокому від 24.04.1964 року № 236; від 10.06.1972 року № 303; від 27.12.1984 року № 454; від 28.08.1989 року № 164. Перебуває у віданні ДП «Чернігівське лісове господарство» (Красилівське л-во, кв. 65, 66). 
Статус присвоєно для збереження лісового масиву на лівобережній заплаві річки Десна. У деревостані західної (прибережної) частини масиву переважають верба, тополя. У північній та центральній частині зростають насадження сосни, у південній — дуба. 
В межах заповідного урочища розташаваний санаторій «Десна».